# Рахбек, Камма
Карен Маргрет «Камма» Рахбек (Рабек) (дат. Karen Margrethe «Kamma» Rahbek; 19 октября 1775, Копенгаген, Дания — 21 января 1829, Фредериксберг, Дания) — датская художница, хозяйка салона и деятель искусств.

## Биография
Карен Маргрет Хегер родилась 19 октября 1775 года в городе Копенгаген, Дания, в семье чиновника Ханса Хегера (дат. Hans Heger; 1747–1819) и Анны-Луизы Дрюсен (дат. Anne Louise Drewsen; 1751–1799). В 1798 году она вышла замуж за Кнуда Люне Рабека.
Её салон в доме Баккехусет стал культурным центром и местом встреч писателей Золотого века Дании и считался салоном для среднего класса, в отличие от более аристократичных салонов Фридерики Брун и Шарлотты Шиммельман. Среди гостей её салона были Ханс Кристиан Андерсен, Петер Олуф Брэндштед, Поуль Мартин Мёллер, Николай Фредерик Северин Грундтвиг, Бернхард Северин Ингеманн, Йохан Людвиг Хейберг, Адам Готлоб Эленшлегер, Иенс Баггесен и Софи Эрстед. Камма Рахбек поддерживала дружбу с писателями романтизма, а её муж — с моралистами.
Рахбек умерла 21 января 1829 года в городе Фредериксберг, Дания, в возрасте 53 лет. Она похоронена на Старом кладбище Фредериксберга. Дом Баккехусет, который был салоном Рахбек, теперь стал музеем.
Её письма были опубликованы.